# Pterodecta
Pterodecta là một chi bướm đêm thuộc họ Callidulidae.

## Các loài
- Pterodecta felderi (Bremer, 1864)